# پراسوتاگوس
پراسوتاگوس فرمانروای یک قبیلهٔ سلتی-بریتانیایی به نام آیسینا (Iceni) بود که تقریباً در نورفک کنونی در سدهٔ نخست میلادی نشیمن داشتند. او بیشتر به عنوان شوهر بودیکا شناخته می‌شود.
پراسوتاگوس می‌تواند یکی از ۱۱ پادشاهی باشد که پس از گشایش بریتانیا از سوی روم در سال ۴۳ تسلیم کلادیوس شد.
یا شاید پس از شکست شورش آیسینائی‌ها در سال ۴۷ به عنوان پادشاه گماشته شده‌باشد.
در جایگاه هم‌پیمان روم، دودمان او می‌توانستند استقلال ظاهری داشته‌باشند و برای اطمینان از این امر، پراسوتاگوس امپراتور روم را به همراه دو دخترش وارث پادشاهی خود نامید.
تاسیتوس می‌گوید که زندگی او دراز و در فراوانی بوده‌است.
ولی هنگامی‌که او درگذشت، رومی‌ها خواست او را نادیده گرفتند و تخت‌وتاج را در دست گرفتند، اشراف را از سرزمین‌شان بی‌بهره گذاردند و پادشاهی را تاراج کردند. بودیکا تازیانه خورد و به دخترانش تجاوز شد.
سرمایه‌گذاران رومی وام‌های خود را درخواست کردند. همهٔ اینها به شورش آیسینائی‌ها، زیر رهبری بودیکا، در ۶۰ یا ۶۱ انجامید.
برخی از باستان‌شناسان بر این باورند که که اسوپراستوس نام واقعی پادشاهیست که تاسیتوس پراسوتاگوس نامیده می‌شد، در حالی که برخی دیگر می‌پندارند که او کسی دیگر بوده‌است.
برخی دیگر گزارش می‌کنند که اسوپراستوس یک نام آمیخته‌است. "Esu-" که از خدای Esus گرفته شده‌است و به معنی «پروردگار»، «استاد» یا «سرفرازی» است، و "Prasto-" یک نام است، نوشتهٔ روی سکه به این معنی:لرد پرستو
همچنین قابل نگرش است که روی سکه‌های کوریلتوفی نام‌های مشابه IISVPRASV و ESVPASV حک شده‌است.
نام یک پادشاه پیشین آیسینائی‌ها روی سکه‌ها به‌صورت SCAVO نمایان می‌شود، نامی که شاید در پیوند با واژهٔ لاتینِ scaeva «چپ» و scaevola «چپ‌دست» باشد.
سکه‌های هر دو فرمان‌روا (پراسوتاگوس و اسکاوُ) از دید سبک و زبان همانند رومی هستند و احتمالاً در فاصلهٔ بیست سال از هم ضرب شده‌اند.
کریس رود پیشنهاد می‌کند که اسوپراستوس، که او را با نام پراسوتاگوس می‌شناسد، تنها پس از شورش آیسینائی‌ها در سال ۴۷ جانشین اسکاوو شد.

## بن‌مایه
- همکاری‌کنندگان ویکی‌پدیا، «Prasutagus»، ویکی‌پدیای انگلیسی، دانشنامهٔ آزاد (بازیابی ۴ مهر ۱۴۰۰)